# Michel Aebischer
Michel Aebischer (* 6. Januar 1997 in Freiburg im Üechtland) ist ein Schweizer Fussballspieler, der Mittelfeldspieler steht derzeit als Leihspieler des FC Bologna beim Pisa Sporting Club in der italienischen Serie A unter Vertrag.

## Karriere

### Vereine
Aebischer war bereits als Nachwuchsspieler beim BSC Young Boys. Er gab sein Debüt in der Schweizer Super League am 10. September 2016 gegen den FC Luzern. Mit den Bernern wurde Aebischer zwischen 2018 und 2021 vier Mal Schweizer Meister. Ausserdem gewann er den Schweizer Cup 2020. Er debütierte zudem in der UEFA Champions League und der UEFA Europa League im Trikot der Berner.
Im Januar 2022 wechselte Aebischer, zunächst leihweise bis Ende Saison, zum FC Bologna in die italienische Serie A. In Bologna kam er in allen Spielen ausser einem zum Einsatz, in 21 Spielen kam er von Beginn weg aufs Feld. In Bologna wurde ihm der Übername L’Equilibratore verliehen. Im August 2025 wurde er an den Pisa Sporting Club verliehen.

### Nationalmannschaften
Er spielte auch für die Juniorennationalmannschaft. 2019 feierte er sein Debüt für die A-Nationalmannschaft. Seither spielt er regelmässig für die Nati. Mit ihm qualifizierten sich die Schweizer für die Weltmeisterschaft 2022 in Katar. Er stand auch im Kader für die Europameisterschaft 2024. Da erzielte er eines der drei Tore beim 3:1-Sieg gegen Ungarn.

## Titel und Erfolge
BSC Young Boys
- Schweizer Meister 2018, 2019, 2020 und 2021
- Schweizer Cupsieger 2020

FC Bologna
- Italienischer Cupsieger: 2024/25

## Auszeichnungen
- Freiburger Sportler des Jahres: 2018[8]